# Mas Riera (Argentona)
El Mas Riera és una masia d'Argentona (Maresme) protegida com a Bé Cultural d'Interès Local.

## Descripció
Masia de tres cossos perpendiculars a la façana, de planta baixa i dos pisos pel costat de tramuntana i un pis en el costat de migdia. La teulada és a doble vessant amb el carener perpendicular a la façana. A la part del darrere trobem un cos adossat de planta baixa, amb teulada a doble vessant.
Té una gran galeria porticada a la façana de tramuntana. De la façana destaca el portal d'arc de mig punt de pedra granítica de 13 dovelles. A més hi ha una porta rectangular de pedra. A la planta baixa hi ha tres finestres i dos el segon pis, també de pedra granítica.